# Бохоров, Константин Юльевич
Константин Юльевич Бохоров (7 марта 1961) — российский искусствовед, куратор, критик современного искусства, художник.

## Биография
Окончил Санкт-Петербургский институт живописи, скульптуры и архитектуры им. И. Е. Репина по специальности «Искусствоведение». Автор статей в «Художественном журнале» и других изданиях. Приглашенный редактор первого номера журнала «Искусство» за 2012 год. Выступал с лекциями в Институте проблем современного искусства (Москва), Уральском государственном университете (Екатеринбург), Институте «Про Арте» (Санкт-петербург) и др. Исследователь художественного перформанса и новых медиа. Совместно с Дмитрием Гутовым основал «Институт Михаила Лифшица» (1994). Куратор Центра современной культуры «МедиаАртЛаб». Член МСХ и AICA. Кандидат культурологии. Преподает композицию мультимедиа на курсе режиссёров образовательных программ в МГППУ и историю кураторства на спецкурсе «арт-критика» УНИК. Живет и работает в Москве.

## Основные кураторские проекты, выставки
Организовывал выставки русского искусства в Российском павильоне на Венецианской биеннале в 1996—1999 годах, на Биеннале в Стамбуле (1997) и Сан-Паулу (1998). В 2000-х курировал проекты «Субъект и власть» (2001), «Давай! Из лабораторий свободного искусства в России» (2002), «К видеоостровам» (2005), «Привратники новизны» (2006), Эрвин Вурм «Держи голову в холоде» (2008).
Как художник в начале 1990-х годов сотрудничал с Дмитрием Гутовым. Они работали вместе, делая масштабные инсталляции в открытых пространствах. Среди их совместных работ: «Человек Амфибия» на выставке «Эстетические опыты» (Кусково, 1991), «Воланы» на фестивале «О прозрачности» (Пионерлагерь им. Ю.Гагарина, 1992). Последняя их совместная выставка «Разговор о неясных путях кисти» состоялась в 2004 году в Fine Art Gallery, Москва.

## Работы находят в собраниях
- Музей ART4, Москва

## Публикации
- http://www.guelman.ru/xz/362/xx34/xx3412.htm
- http://www.guelman.ru/xz/362/xx34/xx3413.htm
- https://web.archive.org/web/20110429091316/http://www.kultura-portal.ru/tree_new/cultpaper/article.jsp?number=720&pub_id=855864&rubric_id=209&crubric_id=100423
- http://www.sias.ru/postgraduate/avtoreferaty/bokhorov.shtml (недоступная+ссылка)
- https://web.archive.org/web/20120502232245/http://www.iskusstvo-info.ru/archive/article/id/45
- http://rm.mosconsv.ru/?tag=бохоров-к
- https://web.archive.org/web/20180112043036/http://nstar-spb.ru/musical/print/article/opera-v-kotoroy-ne-poyut/